# Jazz-Nekrolog 2022

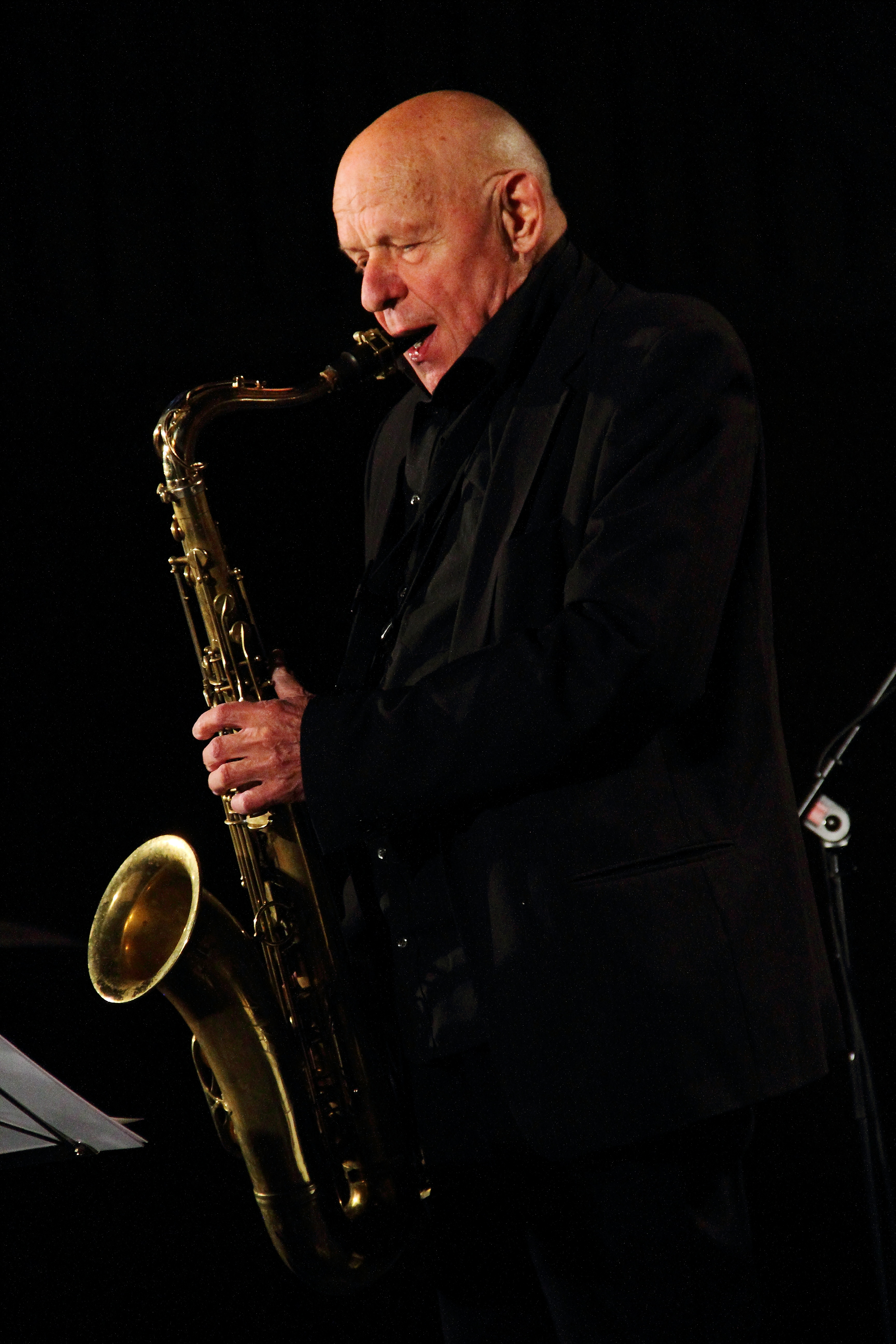
Gerd Dudek
28. September 1938 – 3. November 2022

Nekrolog
◄◄
| ◄
| 2018
| 2019
| 2020
| 2021
| 2022 | 2023 | 2024 | 2025
Weitere Ereignisse | Allgemeiner Nekrolog 2022
Die Beschreibung der verstorbenen Person sollte so kurz wie möglich gehalten sein und nur deren signifikante Tätigkeit(en) enthalten.
Neue Namen ggf. auch unter dem Geburts- und Sterbedatum, also etwa unter 1. Januar und im Geburts- und Sterbejahr (2024) eintragen (nur bei entsprechender großer Wichtigkeit). Für Beispiele siehe die schon vorhandenen Artikel.
Außerdem über die fünf zuletzt Verstorbenen, zu denen es einen ausreichend guten Artikel für eine Präsentation auf der Hauptseite gibt, nach der todesbedingten Überarbeitung der Artikel ggf. auch unter Wikipedia Diskussion:Hauptseite informieren und sie am besten auch in den anderen Wikipedia-Sprachversionen eintragen. Tipp: Regelmäßig bei news.google.de nach „ist tot“, „gestorben“ oder „verstorben“ suchen.
Wenn eine Person gestorben ist, gibt es viele Seiten zu dieser Person in der Wikipedia, die davon auch betroffen sind und entsprechend aktualisiert werden müssen. Beispiele: Namenübersichtsseite, Geburtsjahr, Geburtsort-Seiten und viele mehr.
Wie finde ich die betroffenen Seiten?
Im Suchfeld auf der linken Seite gibt man den Suchbegriff so ein: „Vorname Nachname“. Dann klickt man auf Volltext und alle Seiten mit entsprechendem Suchtext werden aufgerufen. Hier sieht man dann schnell, wo auch das Todesjahr Sinn macht oder sogar ein Teil des Artikels angepasst werden muss. Auch hilft das „Werkzeug“ auf der linken Seite sehr gut, um solche Seiten aufzufinden: „Links auf diese Seite“. Somit ist die Wikipedia wieder aktuell in allen Bereichen! Hinweis: bei Eintragung der Kategorie „Gestorben JAHR“ wird der Missbrauchsfilter 49 ausgelöst, was jedoch nicht schlimm ist. Siehe: Spezial:Missbrauchsfilter/49

## Dezember
Bearbeitungshinweis: Neue Todesfälle bitte absteigend nach Tagen geordnet eintragen. Die Todesfälle desselben Tages bitte in alphabetischer Reihenfolge einfügen.
| Tag          | Name                        | Beruf, bekannt als                                                        | Alter | Beleg |
| ------------ | --------------------------- | ------------------------------------------------------------------------- | ----- | ----- |
| 31. Dezember | Herb Snitzer                | US-amerikanischer Fotograf                                                | 90    |       |
| 30. Dezember | Gretchen Valade             | US-amerikanische Philanthropin und Jazzförderin                           | 97    |       |
| 27. Dezember | Bob Ackerman                | US-amerikanischer Multiinstrumentalist                                    | 82    |       |
| 27. Dezember | Harry Sheppard              | US-amerikanischer Vibraphonist                                            | 94    |       |
| 26. Dezember | Mack Goldsbury              | US-amerikanischer Saxophonist                                             | 76    |       |
| 25. Dezember | Camilo Azuquita             | panamaischer Salsa-Sänger und -Komponist                                  | 76    |       |
| 25. Dezember | Martin Zielinski            | US-amerikanischer Trompeter                                               | 92    |       |
| 23. Dezember | Madosini                    | südafrikanische Musikerin                                                 | 78    |       |
| 22. Dezember | James Gilbert               | britischer Saxophonist                                                    | 74    |       |
| 22. Dezember | Walter „Wolfman“ Washington | US-amerikanischer Gitarrist und Sänger                                    | 79    |       |
| 21. Dezember | John Hiram Shook            | US-amerikanischer Trompeter                                               | 97    |       |
| 20. Dezember | Stephen Caminer             | US-amerikanischer Posaunist                                               | 72    |       |
| 20. Dezember | Eddie Taylor                | britischer Schlagzeuger                                                   | 93    |       |
| 19. Dezember | Juri Markin                 | sowjetischer bzw. russischer Kontrabassist, Pianist, Komponist und Dozent | 80    |       |
| 19. Dezember | Dan Patiris                 | US-amerikanischer Saxophonist und Klarinettist                            | 92    |       |
| 17. Dezember | Elayne Jones                | US-amerikanische Perkussionistin                                          | 94    |       |
| 17. Dezember | Detlef Schönenberg          | deutscher Schlagzeuger und Autor                                          | 78    |       |
| 15. Dezember | Julio Arnedo                | kolumbianischer Saxophonist                                               | 90    |       |
| 15. Dezember | Bill Hartman                | US-amerikanischer Posaunist                                               | 79    |       |
| 15. Dezember | René Mailhes                | französischer Gitarrist                                                   | 87    |       |
| 14. Dezember | Ruslan Khain                | russischer Bassist                                                        | 50    |       |
| 11. Dezember | Angelo Badalamenti          | US-amerikanischer Filmkomponist                                           | 85    |       |
| 11. Dezember | Eddie Bayard                | US-amerikanischer Trompeter und Kornettist                                | 88    |       |
| 11. Dezember | Don Coffman                 | US-amerikanischer Bassist                                                 | 83    |       |
| 10. Dezember | Judson Franklin             | US-amerikanischer Gitarrist                                               | 78    |       |
| 8. Dezember  | Djalma Corrêa               | brasilianischer Perkussionist und Komponist                               | 80    |       |
| 8. Dezember  | Lee Lorenz                  | US-amerikanischer Cartoonist und Kornettist                               | 90    |       |
| 6. Dezember  | Fionna Duncan               | schottische Sängerin                                                      | 83    |       |
| 6. Dezember  | Mark Feldman                | US-amerikanischer Musikproduzent (Uptown Records)                         | 82    |       |
| 5. Dezember  | Jim Stewart                 | US-amerikanischer Musikproduzent                                          | 92    |       |
| 5. Dezember  | Alvin Walker                | US-amerikanischer Posaunist                                               | 51    |       |
| 4. Dezember  | Jean-Paul Amouroux          | französischer Pianist                                                     | 79    |       |
| 4. Dezember  | Manuel Göttsching           | deutscher Elektronik-Musiker und Multiinstrumentalist                     | 70    |       |
| 4. Dezember  | Jack van Poll               | niederländischer Pianist                                                  | 88    |       |
| 3. Dezember  | Bobby Naughton              | US-amerikanischer Vibraphonist                                            | 78    |       |
| 2. Dezember  | Bill Nittler                | US-amerikanischer Saxophonist und Klarinettist                            | 56    |       |
| 1. Dezember  | Andrew Speight              | australischer Saxophonist und Hochschullehrer                             | 58    |       |

## November
| Tag          | Name                    | Beruf, bekannt als                                               | Alter | Beleg |
| ------------ | ----------------------- | ---------------------------------------------------------------- | ----- | ----- |
| 30. November | George Newall           | US-amerikanischer Pianist und Produzent                          | 88    |       |
| 28. November | Byron Foster Romanowitz | US-amerikanischer Architekt und Pianist                          | 93    |       |
| 28. November | Peter Turre             | US-amerikanischer Schlagzeuger                                   | 65    |       |
| 26. November | Louise Tobin            | US-amerikanische Sängerin                                        | 104   |       |
| 23. November | Joel Press              | US-amerikanischer Saxophonist                                    | 92    |       |
| 23. November | Paris Rutherford III    | US-amerikanischer Hochschullehrer und Pianist                    | 88    |       |
| 22. November | Perry Lind              | US-amerikanischer Bassist                                        | 86    |       |
| 20. November | Joyce Bryant            | US-amerikanische Sängerin, Tänzerin und Menschenrechtsaktivistin | 95    |       |
| 20. November | David Ornette Cherry    | US-amerikanischer Musiker                                        | 64    |       |
| 20. November | Dareil Johnson          | US-amerikanischer Brass-Parade Grand-Marshal                     | 81    |       |
| 20. November | Pavel Smetáček          | tschechischer Klarinettist                                       | 82    |       |
| 19. November | Danny Kalb              | US-amerikanischer Bluesmusiker                                   | 80    |       |
| 18. November | Tom Andrews             | US-amerikanischer Schlagzeuger                                   | 80    |       |
| 18. November | Rudi Wilfer             | österreichischer Pianist                                         | 86    |       |
| 16. November | Mick Goodrick           | US-amerikanischer Gitarrist                                      | 77    |       |
| 15. November | Joni Metcalf            | US-amerikanische Sängerin und Pianistin                          | 91    |       |
| 15. November | Tom Owen                | US-amerikanischer Klarinettist                                   | 86    |       |
| 12. November | Gene Cipriano           | US-amerikanischer Saxophonist                                    | 94    |       |
| 12. November | Jarritt Sheel           | US-amerikanischer Trompeter und Hochschullehrer                  | 46    |       |
| 9. November  | Gaston Bogaert          | belgischer Schlagzeuger                                          | 101   |       |
| 9. November  | Gal Costa               | brasilianische Sängerin                                          | 77    |       |
| 8. November  | Robert Larry Jones Jr.  | US-amerikanischer Trompeter und Hochschullehrer                  | 58    |       |
| 6. November  | Joe Baque               | US-amerikanischer Pianist                                        | 100   |       |
| 6. November  | Betty Johnson           | US-amerikanische Sängerin                                        | 93    |       |
| 6. November  | Oliver Soden            | britischer Pianist und Schlagzeuger                              |       |       |
| 4. November  | Paulo Jobim             | brasilianischer Musiker                                          | 72    |       |
| 3. November  | Gerd Dudek              | deutscher Saxophonist                                            | 84    |       |
| 2. November  | Atilio Stampone         | argentinischer Pianist und Arrangeur                             | 96    |       |
| 1. November  | Étienne Richard         | belgischer Pianist                                               | 67    |       |

## Oktober
| Tag         | Name                   | Beruf, bekannt als                                               | Alter | Beleg |
| ----------- | ---------------------- | ---------------------------------------------------------------- | ----- | ----- |
| 30. Oktober | Anthony Ortega         | US-amerikanischer Holzbläser                                     | 94    |       |
| 29. Oktober | Jean Berry             | belgischer Jazzgitarrist                                         | 101   |       |
| 29. Oktober | Clyde McPhatter junior | US-amerikanischer Gitarrist                                      | 61    |       |
| 29. Oktober | Terry Shannon          | britischer Pianist                                               | 92    |       |
| 26. Oktober | Poumy Arnaud           | französischer Schlagzeuger                                       | 87    |       |
| 26. Oktober | Franco Fayenz          | italienischer Musikkritiker                                      | 91    |       |
| 26. Oktober | Lia Origoni            | italienische Sängerin                                            | 103   |       |
| 26. Oktober | Leo O'Neil             | US-amerikanischer Musiker und Songwriter                         | 83    |       |
| 24. Oktober | Braňo Hronec           | sklowakischer Pianist und Organist                               | 81    |       |
| 24. Oktober | Seymour „Red“ Press    | US-amerikanischer Saxophonist                                    | 98    |       |
| 22. Oktober | Max Geller             | US-amerikanischer Klarinettist, Saxophonist und Harmonikaspieler | 97    |       |
| 22. Oktober | Steve Morrell          | US-amerikanischer Harmonikaspieler und Sänger                    | 70    |       |
| 20. Oktober | Albert Sutton          | US-amerikanischer Pianist, Autor und Filmemacher                 | 88    |       |
| 19. Oktober | Terry Woodson          | US-amerikanischer Posaunist und Arrangeur                        | 81    |       |
| 17. Oktober | Wolfram Dix            | deutscher Schlagzeuger und Perkussionist                         | 65    |       |
| 15. Oktober | Marty Sammon           | US-amerikanischer Blues-Keyboarder                               | 45    |       |
| 13. Oktober | Verckys Vévé           | kongolesischer Musiker                                           | 78    |       |
| 10. Oktober | Kenny Clayton          | britischer Pianist, Arrangeur und Produzent                      | 86    |       |
| 10. Oktober | Albert Cubero          | spanischer Gitarrist                                             | ≈64   |       |
| 10. Oktober | Anita Kerr             | US-amerikanische Sängerin und Arrangeurin                        | 94    |       |
| 9. Oktober  | Brian Blain            | britischer Jazzautor und Promoter                                | 92    |       |
| 9. Oktober  | Chuck Deardorf         | US-amerikanischer Bassist und Hochschullehrer                    | 68    |       |
| 8. Oktober  | Jure Robežnik          | slowenischer Pianist und Songwriter                              | 90    |       |
| 7. Oktober  | Bob Abramo             | US-amerikanischer Saxophonist                                    | 73    |       |
| 7. Oktober  | Ronnie Cuber           | US-amerikanischer Saxophonist                                    | 80    |       |
| 7. Oktober  | Art Laboe              | US-amerikanischer Hörfunkmoderator und Musikproduzent            | 97    |       |
| 7. Oktober  | Toshi Ichiyanagi       | japanischer Komponist                                            | 89    |       |
| 6. Oktober  | Ivy Joe Hunter         | US-amerikanischer Songwriter                                     | 82    |       |
| 6. Oktober  | Rune Nicolaysen        | norwegischer Saxophonist                                         | 63    |       |
| 6. Oktober  | Ilkka Niemeläinen      | finnischer Gitarrist                                             | 66    |       |
| 5. Oktober  | Danny Long             | US-amerikanischer Pianist                                        | 83    |       |
| 4. Oktober  | Tex Döring             | deutscher Pianist                                                | 83    |       |
| 4. Oktober  | Janet Thurlow          | US-amerikanische Sängerin                                        | 96    |       |
| 3. Oktober  | Jörn Anders            | deutscher Trompeter                                              | 57    |       |
| 3. Oktober  | Bob Dietsche           | US-amerikanischer Rundfunkmoderator und Autor                    | 85    |       |
| 3. Oktober  | Jesús Quintero         | spanischer Journalist, Redakteur und Moderator                   | 82    |       |
| 2. Oktober  | Béla Szakcsi Lakatos   | ungarischer Pianist                                              | 79    |       |

## September
| Tag           | Name                  | Beruf, bekannt als                                         | Alter | Beleg |
| ------------- | --------------------- | ---------------------------------------------------------- | ----- | ----- |
| 30. September | Sumter Bruton         | US-amerikanischer Gitarrist                                | 77    |       |
| 28. September | Oliver Gattringer     | österreichischer Schlagzeuger                              | 55    |       |
| 28. September | Kelly Sill            | US-amerikanischer Bassist                                  | 70    |       |
| 27. September | Lucas Atkinsmith      | US-amerikanischer Geiger                                   | 24    |       |
| 26. September | Mark Barnett          | US-amerikanischer Jazzautor                                | 90    |       |
| 26. September | Joe Bussard           | US-amerikanischer Schallplatten-Sammler und Musikproduzent | 86    |       |
| 24. September | Charlie DeVore        | US-amerikanischer Trompeter                                | 89    |       |
| 24. September | Sue Graham Mingus     | US-amerikanische Autorin, Publizistin und Musikproduzentin | 92    |       |
| 24. September | Pharoah Sanders       | US-amerikanischer Saxophonist                              | 81    |       |
| 22. September | Marc Danval           | belgischer Journalist und Rundfunkmoderator                | 87    |       |
| 21. September | Henry „Pucho“ Brown   | US-amerikanischer Perkussionist                            | 83    |       |
| 21. September | Jerry Greene          | US-amerikanischer Saxophonist                              | 83    |       |
| 19. September | Benon Hardy           | polnischer Organist und Pianist                            | 92    |       |
| 18. September | Wolfgang Güttler      | deutscher Bassist                                          | 77    |       |
| 18. September | Joel Kaye             | US-amerikanischer Saxophonist                              | 82    |       |
| 18. September | Russ Moore            | US-amerikanischer Schlagzeuger                             | 94    |       |
| 17. September | Eric Jackson          | US-amerikanischer Rundfunkmoderator                        | 72    |       |
| 17. September | Marty Sheller         | US-amerikanischer Trompeter                                | 82    |       |
| 17. September | Ralph Yohuru Williams | US-amerikanischer Perkussionist                            | 75    |       |
| 16. September | Marva Hicks           | US-amerikanische Sängerin und Schauspielerin               | 47    |       |
| 15. September | Brian Horton          | US-amerikanischer Saxophonist und Hochschullehrer          | 46    |       |
| 13. September | Jesse Powell          | US-amerikanischer R&B-Sänger                               | 51    |       |
| 12. September | Aquiles Báez          | venezolanischer Gitarrist und Komponist                    | 58    |       |
| 12. September | Ramsey Lewis          | US-amerikanischer Pianist                                  | 87    |       |
| 12. September | Maurice Martinez      | US-amerikanischer Hochschullehrer, Filmemacher und Lyriker | 88    |       |
| 9. September  | Bill Bianchi          | US-amerikanischer Musiker und Bandleader                   |       |       |
| 9. September  | Trevor Tomkins        | britischer Schlagzeuger                                    | 81    |       |
| 4. September  | Art Rosenbaum         | US-amerikanischer Musiker, Künstler und Folk-Historiker    | 83    |       |

## August
| Tag           | Name             | Beruf, bekannt als                                                | Alter | Beleg |
| ------------- | ---------------- | ----------------------------------------------------------------- | ----- | ----- |
| 31. August    | Ted Butterman    | US-amerikanischer Trompeter und Gitarrist                         | 87    |       |
| 31. August    | Ken Hitchcock    | US-amerikanischer Saxophonist                                     | 66    |       |
| 30. August    | Yves Roche       | französischer Musiker und Produzent                               | 93    |       |
| 30. September | Patrinell Staten | US-amerikanische Soulsängerin                                     | 78    |       |
| 29. August    | Lou Caputo       | US-amerikanischer Saxophonist                                     | 74    |       |
| 28. August    | Frank Hailey     | US-amerikanischer Pianist                                         | 79    |       |
| 28. August    | Georg Smelik     | österreichischer Bassist                                          | 82    |       |
| 27. August    | Manolo Sanlúcar  | spanischer Flamenco-Gitarrist                                     | 78    |       |
| 26. August    | Bob Meeks        | US-amerikanischer Trompeter und Saxophonist                       | 84    |       |
| 25. August    | Joey DeFrancesco | US-amerikanischer Organist                                        | 51    |       |
| 25. August    | Mable John       | US-amerikanische Rhythm-&-Blues- und Gospel-Sängerin              | 91    |       |
| 24. August    | Tomás Muñoz      | spanischer Labelbetreiber und Musikmanager                        | 88    |       |
| 23. August    | Jeremy Noller    | US-amerikanischer Schlagzeuger                                    | 40    |       |
| 23. August    | Bébé Suong       | belgisch-vietnamesische Sängerin                                  | 89    |       |
| 23. August    | Rhodes Spedale   | US-amerikanischer Pianist, Musikhistoriker und Autor              | 84    |       |
| 23. August    | Creed Taylor     | US-amerikanischer Musikproduzent                                  | 93    |       |
| 22. August    | Jaimie Branch    | US-amerikanische Trompeterin                                      | 39    |       |
| 22. August    | Capriel Dedeian  | rumänischer Gitarrist                                             | 61    |       |
| 22. August    | Fredy Studer     | Schweizer Schlagzeuger                                            | 74    |       |
| 21. August    | Michael Bourne   | US-amerikanischer Journalist und Rundfunkmoderator (WBGO)         | 75    |       |
| 21. August    | Peter Shea       | kanadischer Musiker und Musikveranstalter (Niagara Jazz Festival) | 50    |       |
| 21. August    | Anton Fier       | US-amerikanischer Schlagzeuger                                    | 66    |       |
| 21. August    | Monnette Sudler  | US-amerikanische Gitarristin und Sängerin                         | 70    |       |
| 20. August    | Helen Grayco     | US-amerikanische Sängerin                                         | 97    |       |
| 19. August    | Warren Bernhardt | US-amerikanischer Pianist                                         | 83    |       |
| 19. August    | Dan Miller       | US-amerikanischer Trompeter und Musikdozent                       | 53    |       |
| 18. August    | Rolf Kühn        | deutscher Klarinettist                                            | 92    |       |
| 14. August    | Butch Thompson   | US-amerikanischer Pianist                                         | 78    |       |
| 11. August    | Betty Ajces      | US-amerikanische Pianistin, Bassistin und Cellistin               | 93    |       |
| 11. August    | Rolf Eden        | deutscher Clubbesitzer (Eden Saloon)                              | 92    |       |
| 11. August    | Marvin Falcon    | US-amerikanischer Gitarrist                                       | 86    |       |
| 11. August    | Bill Pittman     | US-amerikanischer Gitarrist                                       | 102   |       |
| 10. August    | Ray Carless      | britischer Saxophonist                                            | 68    |       |
| 10. August    | Abdul Wadud      | US-amerikanischer Cellist                                         | 75    |       |
| 9. August     | Della Griffin    | US-amerikanische Sängerin und Schlagzeugerin                      | 97    |       |
| 8. August     | Lamont Dozier    | US-amerikanischer Sänger, Songwriter und Produzent                | 81    |       |
| 7. August     | Marco Mattoli    | brasilianischer Sänger, Gitarrist, Komponist und Produzent        | 57    |       |
| 6. August     | George Mancini   | US-amerikanischer Pianist                                         | 82    |       |
| 5. August     | Judith Durham    | australische Sängerin                                             | 79    |       |
| 5. August     | Mike Lang        | US-amerikanischer Pianist und Keyboarder                          | 80    |       |
| 4. August     | Sandy Dillon     | US-amerikanische Sängerin und -Komponistin                        | 62    |       |
| 4. August     | Al Farrell       | US-amerikanischer Musiker                                         | 78    |       |
| 4. August     | Sam Gooden       | US-amerikanischer R&B-Sänger                                      | 87    |       |
| 2. August     | Gary Rissmiller  | US-amerikanischer Schlagzeuger                                    | 67    |       |
| 1. August     | Michael Marx     | deutscher Gitarrist                                               | 66    |       |

## Juli
| Tag      | Name                  | Beruf, bekannt als                                                 | Alter | Beleg |
| -------- | --------------------- | ------------------------------------------------------------------ | ----- | ----- |
| 31. Juli | Iñaki Añua            | spanischer Musikveranstalter (Festival de Jazz de Vitoria-Gasteiz) | 78    |       |
| 31. Juli | Mo Ostin              | US-amerikanischer Musikproduzent                                   | 95    |       |
| 31. Juli | Jean-Pierre Tahmazian | französischer Fotograf, Road-Manager und Produzent                 | 78    |       |
| 30. Juli | Tony Kovach           | US-amerikanischer Pianist                                          | 89    |       |
| 30. Juli | Nichelle Nichols      | US-amerikanische Schauspielerin und Sängerin                       | 89    |       |
| 28. Juli | Billy Kaye            | US-amerikanischer Schlagzeuger                                     | 89    | ,     |
| 27. Juli | Sidney Kirk           | US-amerikanischer Pianist                                          | 78    |       |
| 26. Juli | Sy Johnson            | US-amerikanischer Pianist und Arrangeur                            | 92    |       |
| 22. Juli | Núria Feliu           | spanische Sängerin                                                 | 80    |       |
| 22. Juli | Ryan Muncy            | US-amerikanischer ssaxophonist                                     |       |       |
| 21. Juli | Eric Knight           | US-amerikanischer Pianist und Arrangeur                            | 89    |       |
| 21. Juli | Tim Price             | US-amerikanischer Saxophonist                                      | 70    |       |
| 20. Juli | Hans-Joachim Hespos   | deutscher Komponist                                                | 84    |       |
| 19. Juli | Michael Henderson     | US-amerikanischer Bassgitarrist und Sänger                         | 71    |       |
| 19. Juli | Adriana Orejuela      | kolumbianische Musikwissenschaftlerin und Autorin                  | 57    |       |
| 19. Juli | Michael Pfeuti        | Schweizer Bassist                                                  | 62    |       |
| 18. Juli | Vincent DeRosa        | US-amerikanischer Hornist                                          | 101   |       |
| 18. Juli | Murray Wall           | australischer Bassist                                              | 76    |       |
| 17. Juli | Yvan Desouter         | belgischer Bassist                                                 | 73    |       |
| 17. Juli | Hans Hartmann         | Schweizer Bassist                                                  | 80    |       |
| 17. Juli | César Pedroso         | kubanischer Pianist, Komponist und Arrangeur                       | 75    |       |
| 15. Juli | Tony Gulizia          | US-amerikanischer Pianist                                          | 72    |       |
| 14. Juli | Carlos Negreiros      | brasilianischer Sänger, Perkussionist, Komponist und Bandleader    | 80    |       |
| 13. Juli | Edana Minghella       | britische Sängerin                                                 | 63    |       |
| 12. Juli | Gustavo Villegas      | argentinischer Pianist                                             | 65    |       |
| 11. Juli | Monty Norman          | britischer Sänger und Filmkomponist                                | 94    |       |
| 10. Juli | Chris Wellard         | britischer Schallplattenimporteur und Jazzproduzent                | 91    |       |
| 9. Juli  | Barbara Thompson      | britische Saxophonistin                                            | 77    |       |
| 8. Juli  | Pepe Ébano            | peruanischer Perkussionist                                         | 86    |       |
| 7. Juli  | Pilar Morales         | kubanische Sängerin                                                | 90    |       |
| 5. Juli  | Jörg Becker           | deutscher Fotograf                                                 | 71    |       |
| 4. Juli  | Sonny Burke           | US-amerikanischer Keyboarder, Produzent und Songwriter             | ≈77   |       |
| 1. Juli  | John Whitehill        | britischer Blues-Gitarrist                                         |       |       |

## Juni
| Tag      | Name                 | Beruf, bekannt als                             | Alter | Beleg |
| -------- | -------------------- | ---------------------------------------------- | ----- | ----- |
| 28. Juni | Eric Alan Wannenburg | südafrikanischer Rundfunkmoderator             | 70    |       |
| 24. Juni | Clarence Becton      | US-amerikanischer Schlagzeuger                 | 88    |       |
| 23. Juni | Reggie Andrews       | US-amerikanischer Songwriter und Musikpädagoge | 74    |       |
| 22. Juni | Eddie de Haas        | US-amerikanischer Gitarrist und Bassist        | 92    |       |
| 19. Juni | Jim Schwall          | US-amerikanischer Bluesmusiker                 | 79    |       |
| 19. Juni | Donny Suhendra       | indonesischer Gitarrist                        | 64    |       |
| 19. Juni | Matthias Winckelmann | deutscher Jazzproduzent und Labelchef          | 81    |       |
| 14. Juni | Ben Stowers          | US-amerikanischer Saxophonist                  |       |       |
| 14. Juni | Joel Whitburn        | US-amerikanischer Musikforscher und Autor      | 82    |       |
| 12. Juni | Gabe Baltazar        | US-amerikanischer Saxophonist                  | 92    |       |
| 12. Juni | Roman Bunka          | deutscher Gitarrist und Komponist              | 70    |       |
| 11. Juni | Osayomore Joseph     | nigerianischer Highlife-Musiker                | 69    |       |
| 9. Juni  | Jean Bémer           | französischer Konzertveranstalter              | 89    |       |
| 8. Juni  | Wolfgang Reisinger   | österreichischer Schlagzeuger                  | 66    |       |
| 6. Juni  | Józef Gawrych        | polnischer Vibraphonist und Perkussionist      | 83    |       |
| 6. Juni  | Susanne Schapowalow  | deutsche Fotografin                            | 100   |       |
| 5. Juni  | Dave Bergman         | US-amerikanischer Musiker                      | 91    |       |
| 4. Juni  | Bud Rhymes           | US-amerikanischer Musiker                      | 78    |       |
| 3. Juni  | Grachan Moncur III   | US-amerikanischer Posaunist                    | 85    |       |
| 2. Juni  | Charles Eubanks      | US-amerikanischer Pianist                      | 73    |       |
| 2. Juni  | Leroy Williams       | US-amerikanischer Schlagzeuger                 | 85    |       |

## Mai
| Tag     | Name                      | Beruf, bekannt als                                                              | Alter | Beleg |
| ------- | ------------------------- | ------------------------------------------------------------------------------- | ----- | ----- |
| 31. Mai | Volker Bräutigam          | deutscher Komponist und Kirchenmusiker                                          | 83    |       |
| 31. Mai | Joe Dallas                | US-amerikanischer Posaunist                                                     | 82    |       |
| 31. Mai | Pete Gallio               | US-amerikanischer Saxophonist                                                   | 55    |       |
| 31. Mai | Kelly Joe Phelps          | US-amerikanischer Singer-Songwriter und Gitarrist                               | 62    |       |
| 30. Mai | Hempo Hildén              | schwedisch-finnischer Schlagzeuger                                              | 79    |       |
| 30. Mai | Pat Yankee                | US-amerikanische Sängerin                                                       | 95    |       |
| 27. Mai | Juan José Mosalini        | argentinisch-französischer Bandoneonist und Komponist                           | 78    |       |
| 27. Mai | Hans-Dieter „Dago“ Vötter | deutscher Schlagzeuger und Chemiker                                             | 80    |       |
| 25. Mai | Jean-Louis Chautemps      | französischer Multiinstrumentalist und Jazzautor                                | 90    |       |
| 25. Mai | Paul Haag                 | Schweizer Posaunist, Komponist, Bandleader und Veranstalter                     | 80    |       |
| 24. Mai | David Rumpler             | US-amerikanischer Musiker                                                       | 64    |       |
| 23. Mai | Hank Bartels              | US-amerikanischer Bassist                                                       | 90    |       |
| 23. Mai | Vernell Brown Jr.         | US-amerikanischer Pianist und Komponist                                         | 50    |       |
| 19. Mai | Jean-Louis Comolli        | französischer Filmkritiker, Drehbuchautor, Filmregisseur und Jazzautor          | 80    |       |
| 19. Mai | Wädi Gysi                 | Schweizer Gitarrist, Sänger und Eishockeyspieler                                | 63    |       |
| 19. Mai | Bernard Wright            | US-amerikanischer Keyboarder                                                    | 58    |       |
| 18. Mai | Arnold George             | US-amerikanischer Saxophonist                                                   | 69    |       |
| 18. Mai | Linda Lawson              | US-amerikanische Sängerin und Schauspielerin                                    | 86    |       |
| 18. Mai | Paul Plimley              | kanadischer Pianist und Vibraphonist                                            | 69    |       |
| 17. Mai | Wolfgang Fernow           | deutscher Kontrabassist und Komponist                                           | 70    |       |
| 17. Mai | Eli Fountain              | US-amerikanischer Vibraphonist und Perkussionist                                | 63    |       |
| 12. Mai | Ben Moore                 | US-amerikanischer Gospel-Sänger                                                 | 80    |       |
| 11. Mai | Paulo Gil                 | portugiesischer Musikpromoter, Journalist, Schlagzeuger und Konzertveranstalter | 84    |       |
| 10. Mai | Bernardo Aguerre          | uruguayischer Gitarrist und Komponist                                           | 68    |       |
| 10. Mai | Doug Caldwell             | neuseeländischer Musiker                                                        | 94    |       |
| 7. Mai  | Bob Barnard               | australischer Trompeter                                                         | 88    |       |
| 6. Mai  | Jim Odrich                | US-amerikanischer Pianist, Komponist und Arrangeur                              | 93    |       |
| 3. Mai  | Fritz Moßhammer           | österreichischer Multiinstrumentalist                                           | ≈68   |       |
| 3. Mai  | Victor Schonfield         | britischer Jazzkritiker und Promoter                                            | 81    |       |
| 1. Mai  | Hans Ottsen               | US-amerikanischer Gitarrist                                                     |       |       |

## April
| Tag       | Name                          | Beruf, bekannt als                                            | Alter | Beleg |
| --------- | ----------------------------- | ------------------------------------------------------------- | ----- | ----- |
| 29. April | Allen Blairman                | US-amerikanischer Schlagzeuger                                | 81    |       |
| 29. April | Roberto Lecaros               | chilenischer Multiinstrumentalist und Komponist               | 77    |       |
| 27. April | Gene Santoro                  | US-amerikanischer Musikkritiker und Autor                     | 71    |       |
| 25. April | Allan Chapple                 | australischer Musiker                                         | 97    |       |
| 25. April | Roberto Masotti               | Italienischer Fotograf                                        | 75    |       |
| 24. April | Reid Jorgensen                | US-amerikanischer Schlagzeuger                                | 79    |       |
| 22. April | Adelhard Roidinger            | österreichischer Bassist                                      | 80    |       |
| 21. April | Skip Parsons                  | US-amerikanischer Holzbläser                                  | 86    |       |
| 20. April | David „Guitar Shorty“ Kearney | US-amerikanischer Bluesmusiker                                | 87    |       |
| 18. April | Johnny Barnes                 | britischer Holzbläser                                         | 89    |       |
| 18. April | José Luis Cortés „El Tosco“   | kubanischer Flötist, Komponist, Bandleader und Musikproduzent | 70    |       |
| 17. April | Polo de Haas                  | niederländischer Pianist                                      | 88    |       |
| 16. April | Wåge Finér                    | schwedischer Saxophonist                                      | 83    |       |
| 15. April | Leo Boni                      | US-amerikanischer Sänger und Gitarrist                        | 57    |       |
| 14. April | George English Greene         | US-amerikanischer Schlagzeuger und Sänger                     | 79    |       |
| 14. April | Orlando Julius                | nigerianischer Saxophonist, Sänger, Komponist und Bandleader  | 79    |       |
| 11. April | Donato Fornuto                | Italienisch-amerikanischer Musiker und Hochschullehrer        | 90    |       |
| 11. April | Charnett Moffett              | US-amerikanischer Bassist                                     | 54    |       |
| 11. April | Yves Teicher                  | belgischer Geiger                                             | 60    |       |
| 10. April | Hein van der Gaag             | niederländischer Pianist                                      | 84    |       |
| 10. April | Cecil Harold                  | US-amerikanischer Arzt und Musikmanager                       | 89    |       |
| 8. April  | Donald Smith                  | US-amerikanischer Pianist                                     | 78    |       |
| 7. April  | Red Lennox                    | US-amerikanischer Trompeter                                   | 94    |       |
| 6. April  | Helen Golden                  | niederländische Sängerin                                      | 81    |       |
| 4. April  | Joe Messina                   | US-amerikanischer Gitarrist                                   | 93    |       |
| 3. April  | Meinhard Lüning               | deutscher Trompeter und Radiologe                             | 81    |       |

## März
| Tag      | Name                    | Beruf, bekannt als                                      | Alter | Beleg |
| -------- | ----------------------- | ------------------------------------------------------- | ----- | ----- |
| 31. März | Roy Kudrin              | US-amerikanischer Architekt und Bassist                 | 93    |       |
| 31. März | John Oberbrunner        | US-amerikanischer Klarinettist                          | 92    |       |
| 30. März | Isham „Ike“ Harris      | US-amerikanischer Bassist und Tubist                    | 70    |       |
| 30. März | John Petrone            | US-amerikanischer Pianist                               | 89    |       |
| 28. März | John Swenson            | US-amerikanischer Musikkritiker                         | 71    |       |
| 26. März | Lewis Watson            | US-amerikanischer Rhythm-&-Blues-Musiker                | 91    |       |
| 25. März | Tina May                | britische Sängerin                                      | 60    |       |
| 25. März | Jeanette Williams       | US-amerikanische Sängerin                               | 73    |       |
| 22. März | Pierre Papadiamandis    | französischer Pianist                                   | 85    |       |
| 22. März | Nicholas Poveromo       | US-amerikanischer Musiker                               | 82    |       |
| 21. März | Giorgio Buratti         | italienischer Bassist                                   | 86    |       |
| 17. März | Frank Piscatella junior | US-amerikanischer Saxophonist                           | 86    |       |
| 16. März | Barbara Morrison        | US-amerikanische Sängerin                               | 72    |       |
| 15. März | Dennis González         | US-amerikanischer Trompeter                             | 67    |       |
| 12. März | Len Bryant              | US-amerikanischer Pianist                               | 81    |       |
| 12. März | Marvin Jones            | US-amerikanischer Schlagzeuger                          | 61    |       |
| 12. März | William Kraft           | US-amerikanischer Perkussionist und Komponist           | 98    |       |
| 12. März | Jessica Williams        | US-amerikanische Pianistin                              | 73    |       |
| 11. März | Thomas Banholzer        | deutscher Trompeter                                     | 67    |       |
| 11. März | Timmy Thomas            | US-amerikanischer R&B-Sänger                            | 77    |       |
| 9. März  | Daniel Nevers           | französischer Musikproduzent, Autor und Musikhistoriker | 75    |       |
| 8. März  | Ron Miles               | US-amerikanischer Trompeter                             | 58    |       |
| 8. März  | John Murphy             | US-amerikanischer Saxophonist und Musikethnologe        | 60    |       |
| 8. März  | Isao Suzuki             | japanischer Kontrabassist                               | 89    |       |
| 5. März  | Mark Anderson           | US-amerikanischer Gitarrist                             | 59    |       |
| 5. März  | Doug Eyink              | US-amerikanischer Bluegrass-Musiker                     | 51    |       |
| 5. März  | JoAnne Tardy            | US-amerikanische Sängerin                               | 82    |       |
| 2. März  | Zbigniew Jaremko        | polnischer Saxophonist und Komponist                    | 75    |       |
| 1. März  | Bernard Arcadio         | französischer Pianist und Arrangeur                     | 76    |       |
| 1. März  | Conrad Janis            | US-amerikanischer Schauspieler und Posaunist            | 94    |       |

## Februar
| Tag         | Name                    | Beruf, bekannt als                                                     | Alter | Beleg |
| ----------- | ----------------------- | ---------------------------------------------------------------------- | ----- | ----- |
| 28. Februar | Will Briggs             | US-amerikanischer Saxophonist                                          | 99    |       |
| 28. Februar | Christian Huber         | deutscher Schlagzeuger                                                 | 41    |       |
| 28. Februar | Jörg Teichert           | deutscher Gitarrist                                                    | 41    |       |
| 24. Februar | Tobias Reinsch          | deutscher Pianist                                                      | 37    |       |
| 23. Februar | Carlos Barbosa-Lima     | brasilianischer Gitarrist                                              | 77    |       |
| 23. Februar | Yvonne Washington       | US-amerikanische Sängerin                                              | 72    |       |
| 22. Februar | Maffy Falay             | türkischer Trompeter                                                   | 91    |       |
| 21. Februar | Ernie Andrews           | US-amerikanischer Sänger                                               | 94    |       |
| 20. Februar | Nils Lindberg           | schwedischer Musiker und Komponist                                     | 88    |       |
| 20. Februar | Diane McNaron           | US-amerikanische Sängerin                                              | 63    |       |
| 20. Februar | Jean-Lou Vanderborght   | belgischer Pianist                                                     | 88    |       |
| 19. Februar | Charles Gatt            | maltesischer Schlagzeuger                                              | 77    |       |
| 18. Februar | Khalid Moss             | US-amerikanischer Pianist                                              | 75    |       |
| 18. Februar | Charles Peterson        | US-amerikanischer Saxophonist                                          | 91    |       |
| 18. Februar | Zolile Joseph Tshiyembe | südafrikanischer Musiker                                               | 80    |       |
| 17. Februar | Giuseppe Finocchiaro    | italienischer Pianist                                                  | 56    |       |
| 16. Februar | Oscar Bolão             | brasilianischer Schlagzeuger                                           | 68    |       |
| 16. Februar | Mal Fitch               | US-amerikanischer Pianist                                              | 95    |       |
| 16. Februar | Toni Stricker           | österreichischer Komponist und Geiger                                  | 91    |       |
| 15. Februar | Rosetta Hines           | US-amerikanische Rundfunkmoderatorin                                   |       |       |
| 14. Februar | Steve Salas             | US-amerikanischer Chicano-Musiker                                      | 69    |       |
| 12. Februar | Bob DeMeo               | US-amerikanischer Schlagzeuger                                         | 66    |       |
| 10. Februar | Michael Cunningham      | US-amerikanischer Komponist                                            | 84    |       |
| 9. Februar  | Betty Davis             | US-amerikanische Funk-Sängerin und Ehefrau von Miles Davis             | 77    |       |
| 7. Februar  | Mike Currao             | US-amerikanischer Banjospieler                                         | 82    |       |
| 7. Februar  | Zbigniew Namysłowski    | polnischer Saxophonist                                                 | 82    |       |
| 6. Februar  | Jerome Chazen           | US-amerikanischer Unternehmer und Mäzen (Louis Armstrong House Museum) | 94    |       |
| 6. Februar  | George Crumb            | US-amerikanischer Komponist                                            | 92    |       |
| 6. Februar  | Steve Giarratano        | US-amerikanischer Saxophonist                                          | 84    |       |
| 6. Februar  | Syl Johnson             | US-amerikanischer Blues- und Soul-Musiker                              | 85    |       |
| 5. Februar  | Pat Britt               | US-amerikanischer Saxophonist                                          | 82    |       |
| 3. Februar  | Reggie Dennis           | US-amerikanischer Bassist                                              | 52    |       |
| 3. Februar  | Mickey Bass             | US-amerikanischer Bassist und Komponist                                | 78    |       |
| 3. Februar  | Oleg Molokojedov        | sowjetisch-litauischer Musiker und Musikjournalist                     | 74    |       |
| 2. Februar  | Darrell Crooks          | US-amerikanischer Gitarrist                                            | 64    |       |
| 2. Februar  | Joe Diorio              | US-amerikanischer Gitarrist                                            | 85    |       |
| 2. Februar  | Richard Hadlock         | US-amerikanischer Klarinettist, Musikjournalist und Hörfunk-Moderator  | 94    |       |

## Januar
| Tag        | Name                     | Beruf, bekannt als                                              | Alter | Beleg |
| ---------- | ------------------------ | --------------------------------------------------------------- | ----- | ----- |
| 30. Januar | Philip Paul              | US-amerikanischer Schlagzeuger                                  | 96    |       |
| 29. Januar | Roger Middleton          | US-amerikanischer Trompeter                                     | 91    |       |
| 29. Januar | Rene Sandoval            | US-amerikanischer Jazz- und Tejano-Musiker                      | 86    |       |
| 28. Januar | Norman Sodomka           | US-amerikanischer Trompeter                                     | 78    |       |
| 27. Januar | Alain Bancquart          | französischer Komponist                                         | 87    |       |
| 27. Januar | Mark Levine              | US-amerikanischer Pianist und Posaunist                         | 83    |       |
| 27. Januar | Woody Mann               | US-amerikanischer Gitarrist                                     | 69    |       |
| 25. Januar | Jim Langabeer            | neuseeländischer Holzbläser                                     | 79    |       |
| 23. Januar | Beegie Adair             | US-amerikanische Pianistin                                      | 84    |       |
| 23. Januar | Bill De Kuiper           | US-amerikanischer Gitarrist                                     | 68    |       |
| 23. Januar | Guillermo Rifo           | chilenischer Perkussionist                                      | 77    |       |
| 21. Januar | Jean Jamin               | französischer Anthropologe und Ethnologe                        | 76    |       |
| 21. Januar | Emil Mangelsdorff        | deutscher Saxophonist                                           | 96    |       |
| 20. Januar | Bill Fairbanks           | US-amerikanischer Bassist                                       | 68    |       |
| 20. Januar | Ray Gaskins              | US-amerikanischer Saxophonist                                   |       |       |
| 20. Januar | Elza Soares              | brasilianische Samba-Sängerin                                   | 91    |       |
| 19. Januar | Jim Harrison             | US-amerikanischer Promoter und Musikverleger                    | 88    |       |
| 19. Januar | André Paganelli          | brasilianischer Saxophonist                                     | 49    |       |
| 19. Januar | Badal Roy                | bengalischer Perkussionist                                      | 82    |       |
| 18. Januar | Dick Halligan            | US-amerikanischer Multiinstrumentalist                          | 78    |       |
| 18. Januar | Tito Matos               | puerto-ricanischer Perkussionist                                | 53    |       |
| 17. Januar | Tulivu-Donna Cumberbatch | US-amerikanische Sängerin                                       | 71    |       |
| 14. Januar | Montez Coleman           | US-amerikanischer Schlagzeuger                                  | 48    |       |
| 14. Januar | Kenneth Tucker           | US-amerikanischer Gitarrist                                     | 87    |       |
| 13. Januar | Miguel Ángel Chastang    | spanischer Bassist                                              | 69    |       |
| 13. Januar | Danny Forman             | US-amerikanischer Pianist                                       | 87    |       |
| 13. Januar | Marty Roberts            | US-amerikanischer Schlagzeuger und Bassist                      | 89    |       |
| 13. Januar | Terry Teachout           | US-amerikanischer Autor                                         | 65    |       |
| 13. Januar | Fred Van Hove            | belgischer Pianist                                              | 84    |       |
| 11. Januar | Jordi Sabatés            | spanischer Pianist                                              | 73    |       |
| 11. Januar | Serge Wintsch            | Schweizer Trompeter und Musikveranstalter                       | 85    |       |
| 10. Januar | Gérard Drouot            | französischer Musikproduzent                                    | 69    |       |
| 10. Januar | Jack Hitchcock           | US-amerikanischer Posaunist und Vibraphonist                    | 96    |       |
| 10. Januar | Khan Jamal               | US-amerikanischer Vibraphonist                                  | 75    |       |
| 9. Januar  | Maria Ewing              | US-amerikanische Sängerin                                       | 71    |       |
| 9. Januar  | James Mtume              | US-amerikanischer Musiker, Musikproduzent und Rundfunkmoderator | 75    |       |
| 6. Januar  | Evariste Yacé            | ivorischer Gitarrist                                            |       |       |
| 6. Januar  | Grace Valdez             | US-amerikanische Pianistin                                      | 72    |       |
| 6. Januar  | Clive Zanda              | trinidadischer Musiker                                          | 82    |       |
| 5. Januar  | Paul Warburton           | US-amerikanischer Bassist                                       | 79    |       |
| 4. Januar  | Uncle Willis Hickerson   | US-amerikanischer Saxophonist                                   | 89    |       |
| 4. Januar  | Joan Vinyals             | spanischer Gitarrist                                            | 63    |       |
| 3. Januar  | Don Stewart              | US-amerikanischer Klarinettist                                  | 86    |       |
| 2. Januar  | Ana Bejerano             | spanische Sängerin                                              | 60    |       |
| 1. Januar  | Nick Colionne            | US-amerikanischer Gitarrist und Sänger                          | 55    |       |
| 1. Januar  | Paolo Piangiarelli       | italienischer Musikveranstalter und Produzent                   | 81    |       |

## Datum unbekannt
| Tag                                  | Name                    | Beruf, bekannt als                                        | Alter | Beleg |
| ------------------------------------ | ----------------------- | --------------------------------------------------------- | ----- | ----- |
| Tod bekannt gegeben am 30. Dezember  | Michael Hohmann         | deutscher Veranstalter                                    | 68    |       |
| Tod bekannt gegeben am 22. Dezember  | Jens-Peter Abele        | deutscher Produzent                                       | 54    |       |
| Tod bekannt gegeben am 17. Dezember  | Milton Cooper           | US-amerikanischer Musiker und Musikpädagoge               | 93    |       |
| Tod bekannt gegeben am 22. Dezember  | Phil Faieta             | US-amerikanischer Schlagzeuger                            | 89    |       |
| Tod bekannt gegeben am 31. Dezember  | Ayşe Gencer             | türkische Sängerin                                        | 62    |       |
| Tod bekannt gegeben am 14. Dezember  | Gary Iseminger          | US-amerikanischer Hochschullehrer, Autor und Vibraphonist | 85    |       |
| Tod bekannt gegeben am 10. Dezember  | Tuffy Epstein           | US-amerikanischer Holzbläser                              | 87    |       |
| Tod bekanntgegeben am 9. November    | Michael G. Nastos       | US-amerikanischer Musikjournalist und Rundfunkmoderator   | 70    |       |
| Tod bekanntgegeben am 8. November    | Victor Evans            | britischer Sänger                                         | 88    |       |
| Tod bekannt gegeben am 6. November   | Tony Carpio             | Hongkong-britischer Gitarrist                             | 82    |       |
| Tod bekannt gegeben am 4. November   | Johannes Bjerregaard    | dänischer Pianist                                         | 52    |       |
| Tod bekannt gegeben am 4. November   | Morreu Bernardo Moreira | portugiesischer Musikhistoriker                           | 90    |       |
| Tod bekannt gegeben am 20. Oktober   | Gunter Stotz            | deutscher Saxophonist                                     | 86    |       |
| Tod bekannt gegeben am 4. Oktober    | Emmanuel Rahim          | US-amerikanischer Perkussionist                           |       |       |
| Tod bekannt gegeben am 16. September | Dick Vennik             | niederländischer Saxophonist                              | 82    |       |
| Tod bekannt gegeben am 13. September | Giuseppe Pino           | italienischer Fotograf                                    | 82    |       |
| Tod bekannt gegeben am 2. September  | Gilbert Mirande         | französischer Saxophonist                                 | 67    |       |
| Tod bekannt gegeben am 28. August    | Chuck Wackerman         | US-amerikanischer Schlagzeuger                            | ≈92   |       |
| Tod bekannt gegeben am 11. August    | Piero Angela            | italienischer Pianist, Journalist und TV-Moderator        | 70    |       |
| Tod bekannt gegeben am 11. August    | Paul Ryan               | britischer Sänger                                         | 69    |       |
| Tod bekannt gegeben am 9. August     | Charles Reedy           | US-amerikanischer Saxophonist                             | 91    |       |
| Tod bekannt gegeben am 1. August     | Jean-Pierre Tahmazian   | französischer Musikproduzent                              | 78    |       |
| Tod bekannt gegeben am 22. Juli      | Ryan Muncy              | US-amerikanischer Saxophonist, Komponist und Kurator      |       |       |
| Tod bekannt gegeben am 15. Juli      | Edana Minghella         | britische Sängerin                                        | 63    |       |
| Tod bekannt gegeben am 14. Juli      | Lawrence Elijah Batiste | US-amerikanischer Schlagzeuger                            | 83    |       |
| Tod bekannt gegeben am 14. Juli      | Collin Tully            | schottischer Musiker und Komponist                        |       |       |
| Tod bekannt gegeben am 11. Juli      | Bob Weir                | britischer Journalist                                     | 82    |       |
| Tod bekannt gegeben am 29. Juni      | Keith Stoddart          | jamaikanisch-amerikanischer Gitarrist                     | 86    |       |
| Tod bekannt gegeben am 17. Juni      | Jake Hiebert            | kanadischer Neo-Swing-Musiker                             | 57    |       |
| Tod bekannt gegeben am 15. Juni      | Meghan Stabile          | US-amerikanische Impresaria                               | 39    |       |
| Tod bekannt gegeben am 3. Juni       | Victor Schonfield       | britischer Musikveranstalter                              | 81    |       |
| Tod bekannt gegeben am 2. Juni       | Ingram Marshall         | US-amerikanischer Komponist                               | 80    |       |
| Tod bekannt gegeben am 5. April      | Börje Ekberg            | schwedischer Musikproduzent                               | 92    |       |
| Tod bekannt gegeben am 8. April      | Jack Gale               | US-amerikanischer Posaunist                               |       |       |
| Tod bekannt gegeben am 26. März      | Roger Eckers            | US-amerikanischer Holzbläser                              |       |       |
| Tod bekannt gegeben am 5. März       | Larry Crawford          | US-amerikanischer Posaunist                               | 85    |       |
| Tod bekannt gegeben am 27. Februar   | David Fraser            | britischer Musikmanager                                   | 71    |       |
| Tod bekannt gegeben am 18. Februar   | Neal Chandek            | US-amerikanischer Musiker                                 | 66    |       |
| Tod bekannt gegeben am 14. Februar   | Robert Merlin Davis     | US-amerikanischer Pianist                                 |       |       |
| Tod bekannt gegeben am 10. Februar   | Brian Dunning           | irischer Flötist                                          | 70    |       |
| Tod bekannt gegeben am 5. Februar    | Ronnie Waters           | US-amerikanischer Trompeter                               | 87    |       |
| Tod bekannt gegeben am 1. Februar    | Jimmy Johnson           | US-amerikanischer Bluesmusiker                            | 93    |       |
| Tod bekannt gegeben am 1. Februar    | Sam Lay                 | US-amerikanischer Bluesmusiker                            | 86    |       |
| Tod bekannt gegeben am 30. Januar    | Jean-François Picaut    | französischer Autor                                       | 73    |       |
| Tod bekannt gegeben am 27. Januar    | Roy Sainsbury           | britischer Gitarrist                                      | 79    |       |
| Tod bekannt gegeben am 24. Januar    | Christos Yermenoglou    | griechischer Schlagzeuger und Perkussionist               | 51    |       |
| Tod bekannt gegeben am 24. Januar    | Claude Gousset          | französischer Posaunist                                   | 92    |       |
| Tod bekannt gegeben am 2. Januar     | Martín Rur              | argentinischer Saxophonist                                |       |       |